# Maciek Kolodziejczyk
Maciek Kolodziejczyk (14 januari 2001) is een Oostenrijks tafeltennisser. Hij nam deel aan de Olympische Jeugdzomerspelen 2018. Hij speelt rechtshandig met de shakehandgreep.

## Belangrijkste resultaten
Brons in de mannendubbel op de Europese kampioenschappen 2024 met Vladislav Ursu.